# Хоанг Хоа Тхам
Хоанг Хоа Тхам (вьет. Hoàng Hoa Thám, также известный как Де Тхам, устар. Де Там (вьет. Đề Thám, «Полковник Тхам»); около 1857 — 10.02.1913) — вьетнамский национальный герой, деятель национально-освободительного движения, руководитель вооруженных выступлений против французских колонизаторов в Северном Вьетнаме в конце XIX — начале XX веков.

## Биография
Хоанг Хоа Тхам родился в деревне Чунг (уезд Йентхе) примерно в 1856—1858 годах. В детстве работал батраком. Фамилия Хоанг Хоа Tхама была первоначально Чыонг; его родители были противниками Нгуенов — правителей Вьетнама. Его мать была казнена, а его отец покончил жизнь самоубийством после того, как заговор, в который они были вовлечены, провалился. Вместе с дядей Хоанг Хоа Tхам бежал в горную местность северного Вьетнама, где вся семья поменяла фамилию на Хоанг.
В национально-освободительную борьбу включился с 1887. Во время вторжения колонизаторов вступил в один из местных отрядов, а вскоре создал самостоятельный отряд. С этого времени популярность Де Тхама среди окрестного населения быстро возросла.
Выходец из беднейшего крестьянства, талантливый военачальник и организатор, он стал непримиримым борцом антиколониального движения. В период с 1893 по 1913 возглавлял крестьянское движение в районе Йентхе провинции Бакзянг, которое до 1896 являлось составной частью освободительного движения «Канвыонг». Основную часть его повстанческой армии составляла деревенская беднота.
На первом этапе (1892—1897) вооруженная борьба крестьян Йентхе представляла собой одно из крупнейших массовых антифранцузских выступлений в Северном Вьетнаме в общем движении «Канвыонг» («В защиту правителя»), возглавлявшегося передовыми патриотически настроенными представителями феодального класса. Однако сам Де Тхам довольно настороженно относился к деятельности «ши фу» (феодальная интеллигенция) и в его отрядах последние не играли никакой роли.
В конце 1891 — начале 1892 года в Йентхе были брошены крупные карательные силы (около 2000 человек), начавшие наступление на укреплённые позиции повстанцев. Последние оказывали упорное сопротивление, но вынуждены были оставить многие пункты, закрепившись в Хыунюе, взять который французам не удалось.
В 1893 году возобновились активные выступления Де Тхама. Это вынудило французские власти пойти с ним на переговоры, в результате которых в 1894 году было заключено соглашение о прекращении военных действий при условии освобождения от налогов в течение трех последующих лет, получения денежной суммы 15 тысяч серебряных пиастров и сохранения за Де Тхамом права на управление четырьмя волостями в провинции Бакзянг (к тому времени почти все очаги народного сопротивления были уже подавлены, посему неудивительно, что оккупанты позволили Хоа Тхаму сосредоточить в своих руках Бакзянг — местная армия оказалась отрезана от остальных районов). Все это было использовано Де Тхамом для постепенного накапливания военных сил и укрепления своего района с целью последующего возобновления борьбы. Французы, в свою очередь, использовали это время для строительства вокруг Йентхе военных фортов и для попыток подкупить Де Тхама.
Убедившись в бесплодности своих усилий, колониальные власти в конце 1895 году предприняли новое наступление на Йентхе, поставив перед Де Тхамом ультиматум о сдаче без всяких условий. Преследование отрядов Де Тхама, оказавших упорное сопротивление и рассредоточившихся по провинциям Бакзянг, Бакнинь, Тхайнгуен, продолжалось в течение двух последующих лет. Территория Иентхе была поставлена на положение специального военного округа, военные действия приняли затяжной характер. Отряды Де Тхама, действуя совместно с более мелкими повстанческими группами, оставались неуловимыми для колониальных войск.
В декабре 1897 года после новых переговоров с колониальными властями было заключено новое соглашение о передаче Де Тхаму волости Фонсыонг. Но и в это время, будучи уже значительно урезан в свободе действий, Де Тхам не оставил мыслей о возобновлении борьбы. Она продолжалась в последующий период и происходила под другими лозунгами.
В начале XX века, когда во главе освободительного движения во Вьетнаме появились идеологи молодой нарождающейся буржуазии — Фан Тяу Чинь и Фан Бой Тяу, последние пытались связаться с Де Тхамом. В 1906 состоялась встреча Де Тхама и Фан Бой Тяу, во время которой Де Тхам обещал последнему свою поддержку. В последующий период Де Тхам помогал сторонникам Фан Бой Тяу, а также подготовил ряд антифранцузских выступлений.
В 1908 году Де Tхaм сотрудничал с другими националистами в неудачной попытке убить французских гостей на банкете.
В 1909 французы, нарушив соглашение 1897 года, начали наступление на укреплённый район Де Тхама. Его отряды, не получив поддержки из других районов страны, потерпели поражение. Де Тхам был вынужден скрываться у крестьян.
В 1910 году после ряда массированных карательных операций (в которых участвовали в общей сложности 15 000 солдат) французам удалось выбить повстанцев из их опорной базы.
Хоанг Хоа Тхам, потерявший почти всю армию, был убит тремя китайцами — своими бывшими последователями — в 1913 г.

## Память
- Именем крестьянского полководца во Вьетнаме названы улицы во многих городах: в Ханое, Нячанге, Вунгтау, Хошимине.

## Образ в искусстве

### В кино
- «Хоанг Хоа Тхам[вьет.]» (1987)
- «Кровь Героя» (2007)